# Царина
Царина представља обавезу увозника-извозника да, у моменту када роба прелази националну границу, плати прописану суму новца у корист државе. Царина представља врсту посредног пореза који се наплаћује када роба прелази царинску линију. Циљ царине није да повећа државни приход, већ заштита домаће производње, нарочито оне која тек почиње да се развија. Царине представљају стабилан и дугорочан инструмент регулисања спољне трговине и заштите домаћег тржишта. У већини земаља царинска тарифа се прописује законом. Царинска тарифа не може да се мења од случаја до случаја и према тренутној потреби као други инструменти спољнотрговинске политике.
Тарифе могу бити фиксне (константна сума по јединици увезене робе или проценат цене) или променљиве (износ варира у зависности од цене). Опорезивањем увоза значи да ће људи мање куповати, јер постаје скупљи. Намера је да уместо тога купују локалне производе - подстичући економију земље. Тарифе стога пружају подстицај за развој производње и замену увоза домаћим производима. Тарифе имају за циљ смањење притиска стране конкуренције и смањење трговинског дефицита. Историјски су оправдаване као средство за заштиту индустрије у настанку и омогућавање супституције увоза индустријализацијом. Тарифе се такође могу користити за исправљање вештачки ниских цена за одређену увезену робу, због „дампинга”, извозних субвенција или манипулације валутама.
Међу економистима је готово једногласан консензус да тарифе негативно утичу на економски раст и економско благостање, док слободна трговина и смањење трговинских баријера позитивно утичу на економски раст. Међутим, либерализација трговине може узроковати знатне и неједнако расподељене губитке, и економску дислокацију радника у увозно конкурентним секторима.

## Врсте царине
Основна подела царина, по критеријуму кретања робе у односу на национално тржиште, је на увозне, извозне и транзитне царине.
Подела царина према циљу примене је на заштитне, фискалне, прохибитивне и реторзивне. Такође, царине могу бити аутономне и уговорне (конвенционалне).

## Политичка анализа
Тарифа је коришћена као политичко средство за успостављање независне нације; на пример, амерички Царински закон из 1789. године, потписан 4. јула, новине су назвале „Другом декларацијом о независности”, јер је требало да представља економско средство за постизање политичког циља суверених и независних Сједињених Држава.
Политички утицај тарифа оцењује се зависно од политичке перспективе; на пример, царина на челик САД из 2002. године наметала је 30% царине за различите увозне производе од челика у периоду од три године, и амерички произвођачи челика подржавали су ту царину.
Царине се могу појавити као политичко питање пре избора. У уводу Аустралијских савезних избора 2007. године, Аустралијска лабуристичка партија објавила је да ће извршити ревизију аустралијских аутомобилских царина уколико буде изабрана. Либерална странка преузела је сличну обавезу, док је независни кандидат Ник Ксенофон најавио намеру да уведе законе засноване на царинама као „хитно питање”.
Познато је да су непопуларне царине покренуле социјалне немире, на пример месни немири у Чилеу из 1905. године, који су се развили у знак протеста против царина које су примењиване на увоз стоке из Аргентине.